# Conair of Scandinavia
Conair of Scandinavia (offiziell Consolidated Aircraft Corporation A/S, ab 1987 im Außenauftritt verkürzt Conair) war eine auf dem Flughafen Kopenhagen-Kastrup beheimatete dänische Charterfluggesellschaft. Das Unternehmen ging zum Jahreswechsel 1993 in der neu gegründeten Premiair auf und stellte den eigenen Flugbetrieb ein.

## Geschichte

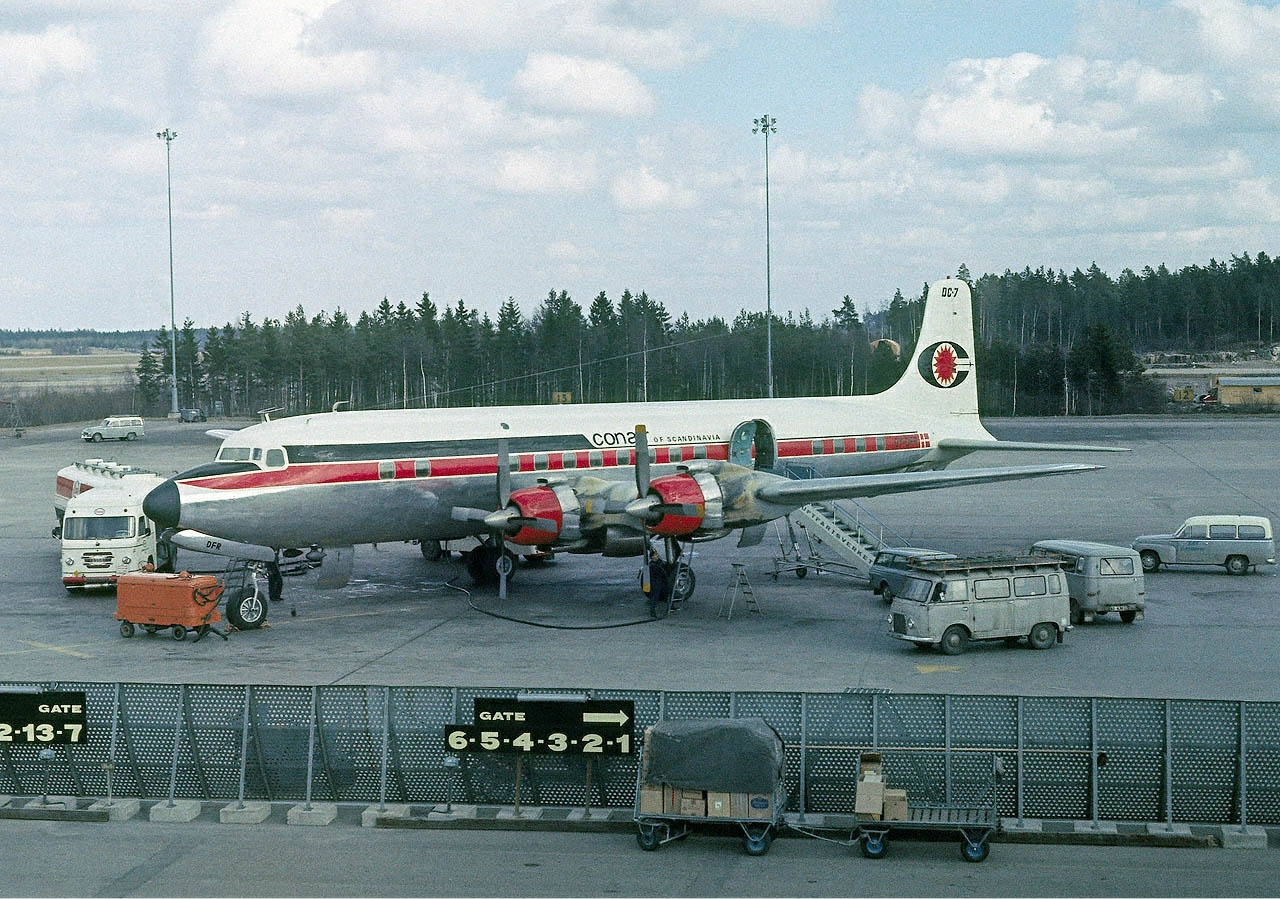
Eine Douglas DC-7 der Conair auf dem Flughafen Stockholm/Arlanda im Jahr 1967

Die Consolidated Aircraft Corporation (kurz Conair) wurde im Jahr 1963 in Kopenhagen als Leasinggesellschaft gegründet. Das Unternehmen vermietete ab April 1964 eine Douglas DC-7 an Flying Enterprise und  beteiligte sich zudem an dieser Fluggesellschaft, die hauptsächlich für den Reiseveranstalter Spies Rejser tätig war. Im Februar 1965 erwarb Conair zwei weitere Douglas DC-7, um sie an Flying Enterprise zu vermieten. Die wirtschaftlich angeschlagene Charterfluggesellschaft nahm diese Maschinen aber nicht ab und meldete im März 1965 Insolvenz an. Dem Urlaubsanbieter Spies Rejser, der bereits Beförderungsverträge mit der Flying Enterprise abgeschlossen hatte, fehlten somit fest eingeplante Transportkapazitäten.
Simon Spies, der Inhaber des Reiseveranstalters, erwarb daraufhin das Leasingunternehmen Consolidated Aircraft Corporation mitsamt seinen drei Flugzeugen zum Preis von sechs Millionen dänischen Kronen und wandelte es in die Fluggesellschaft Conair of Scandinavia um.
Die dänischen Behörden stellten Conair of Scandinavia am 2. April 1965 ein vorläufiges Air Operator Certificate aus, sodass die Urlaubsflüge für Spies Rejser fortgesetzt werden konnten. Eine unbefristete Betriebsgenehmigung wurde am 23. April 1965 erteilt. Anfänglich führte Conair überwiegend von Kopenhagen, Billund und Stockholm ausgehende touristische Charterflüge (IT-Charter) in den Mittelmeerraum (insbesondere nach Palma de Mallorca) und zu den Kanarischen Inseln durch. Daneben wurden Gelegenheitsdienste (Ad-hoc-Charter) innerhalb Europas geflogen. Das Unternehmen stellte in den Jahren 1965 und 1967 je eine weitere Douglas DC-7 in Dienst.
Im Frühjahr 1966 bildete Conair zusammen mit anderen privaten Charteranbietern einen Interessenverband, um ihre Anliegen vor den skandinavischen Luftfahrtbehörden besser zu vertreten und ihre Wettbewerbsfähigkeit gegenüber der Scanair zu steigern, die kostengünstig auf Flugzeuge ihres staatlichen Mutterunternehmens Scandinavian  Airlines System (SAS) zurückgreifen konnte.
Conair erwarb Anfang 1971 fünf Strahlflugzeuge des Typs Boeing 720 von Eastern Air Lines, die erstmals am 15. Mai 1971 zwischen Kopenhagen und Palma de Mallorca zum Einsatz kamen. Parallel musterte die Gesellschaft ihre Propellermaschinen schrittweise aus. Der letzte Flug einer Douglas DC-7 fand am 29. September 1971 von Genua nach Kopenhagen statt. Zur Wartung der Düsenflugzeuge errichtete das Unternehmen im selben Jahr einen neuen Hangar auf dem Flughafen Kopenhagen. Im Sommer 1973 erhielt Conair eine zunächst auf zwei Jahre befristete Genehmigung für Gruppencharterflüge (Affinity-Group-Charter) in die USA. Die Gesellschaft ersetzte ihre fünf Maschinen im Jahr 1981 durch eine gleiche Anzahl leistungsfähigerer Boeing 720B, die sie von Monarch Airlines und Maersk Air übernahm.

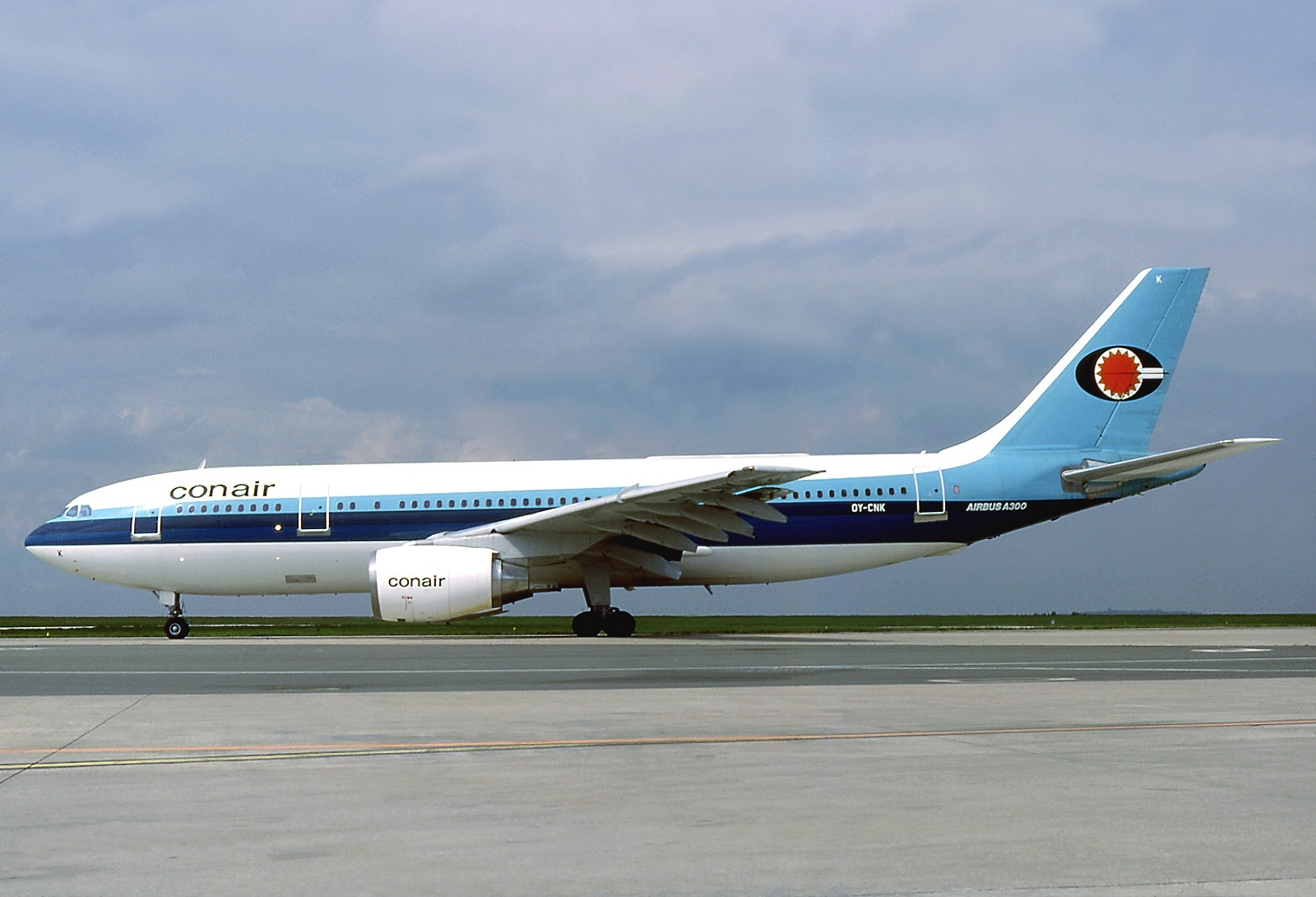
Ab Februar 1987 setzte Conair geleaste Großraumflugzeuge des Typs Airbus A300 ein

Am 16. April 1984 starb der Firmengründer Simon Spies. Seine nur 21-jährige Ehefrau Janni Spies leitete die Unternehmensgruppe anschließend mit Hilfe ihres Bruders weiter. Im März 1986 leaste Conair drei Großraumflugzeuge des Typs Airbus A300 von Scandinavian Airlines, die ab Herbst 1987 die kosten- und lärmintensiven Boeing 720 ablösen sollten. Nachdem eine Boeing 720 nach einem Landeunfall abgeschrieben werden musste, kam einer der geleasten Airbus A300 vorzeitig ab dem 26. Februar 1987 zum Einsatz. Die letzte Boeing 720 verließ im November 1987 die Flotte. Die Spies Unternehmensgruppe übernahm 1988 den dänischen Reiseveranstalter Tjæreborg, wodurch Conair langfristig mehr Flugzeuge benötigte. Infolgedessen bestellte die Gesellschaft sechs werksneue Airbus A320, die ab September 1991 ausgeliefert wurden.
Anfang der 1990er-Jahre ließ der Touristikmarkt in Skandinavien nur noch ein begrenztes Wachstum zu, sodass sich der Wettbewerb unter den Anbietern verschärfte. Um einen Konkurrenzkampf zu vermeiden, vereinbarten die Spies Holding A/S (als Eigentümerin der Conair) und die SAS Leisure Group (als Eigentümerin der Scanair) am 15. September 1993 eine Kooperation, die zur Gründung der gemeinsamen Charterfluggesellschaft Premiair führte. Das neue Unternehmen, an dem beide Konzerne je zur Hälfte beteiligt waren, nahm seinen Flugbetrieb am 1. Januar 1994 auf. Parallel dazu stellten Conair und Scanair den Betrieb zum Jahresende 1993 ein und traten ihre Maschinen an die neue Gesellschaft ab.

## Zwischenfälle

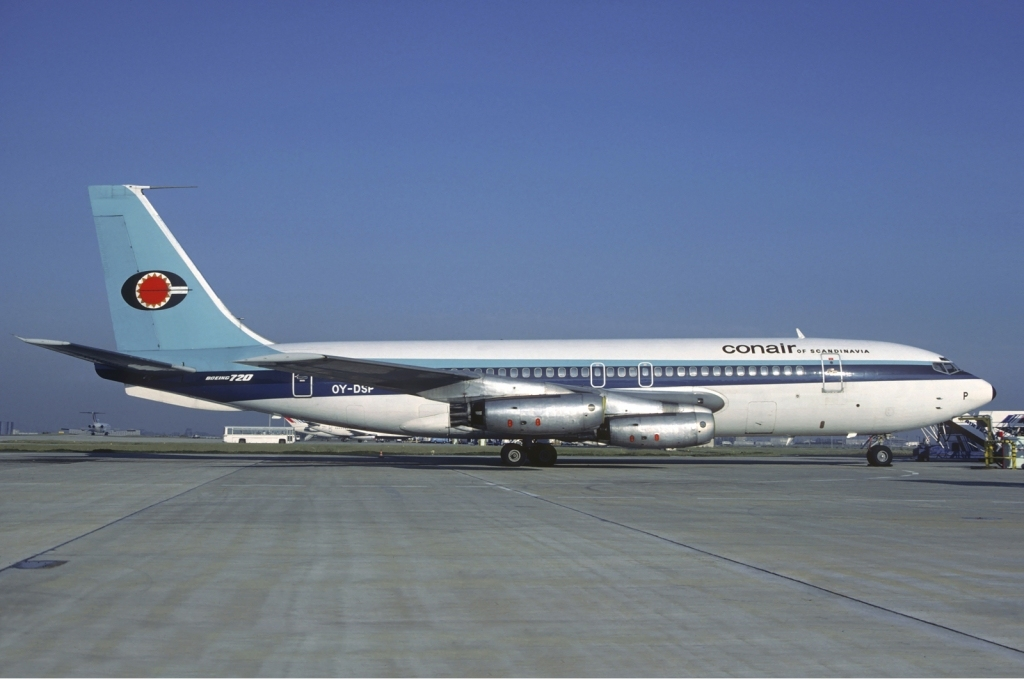
Conair gehörte zu den letzten europäischen Betreibern der Boeing 720

- Am 13. September 1974 setzte eine Boeing 720-025 der Conair of Scandinavia (Luftfahrzeugkennzeichen OY-DSR) bei einer Landung auf dem Flughafen Kopenhagen-Kastrup zu hart auf. Alle Insassen überlebten. Aufgrund der Schadenshöhe musste das Flugzeug als Totalverlust abgeschrieben werden und wurde im Juli 1975 verschrottet.[12]

- Am 6. April 1987 ereignete sich bei der Landung einer Boeing 720-051B der Conair of Scandinavia (OY-APY) auf dem Flughafen Rom-Ciampino ein Fahrwerksbruch. Es entstand ein Brand, das Flugzeug wurde irreparabel beschädigt. Alle 54 Insassen überlebten.[13][14]

## Flotte
- Airbus A300B4 (betrieben von 1987 bis 1993)
- Airbus A320-200 (betrieben von 1991 bis 1993)
- Boeing 720 und 720B (betrieben von 1971 bis 1987)
- Boeing 737-300 (1990 bis 1991 gemietet von Maersk Air)
- Douglas DC-7 (betrieben von 1965 bis 1971)[15]

## Trivia
Zwei Douglas DC-7 der Conair verblieben nach ihrer Ausmusterung auf den Flughäfen Esbjerg und Kopenhagen und dienten den dortigen Flughafenfeuerwehren langjährig als Simulationsobjekte für Rettungsübungen.